# Tűzoltólaktanya (Szeged)
A  szegedi Tűzoltólaktanya egy eklektikus stílusú műemlék épületcsoport a Kossuth Lajos sugárút belvárosi szakaszán. Az épületet Tóth Mihály, Szeged város akkori főépítésze tervezte. 
Az laktanya öt egymástól elkülönülő szerkezetre osztható, az épületek közötti utcafronti részeket a létesítmény stílusához illeszkedő kőkerítés köti össze.
A szegedi nagy árvíz idején a városnak nem volt saját állandó jellegű tűzoltósága. A polgármester 1879. augusztus 27-én kelt rendeletében alapította meg a romba dőlt város tűzoltóságát. A szervezetnek megalakulása után 20 évig működött kifejezetten tűzoltólaktanya céljára épített bázis nélkül. Kovács József, a városi tűzoltóság parancsnoka az 1890-es években következetesen hangoztatta egy laktanya megépítésének fontosságát, amelyet végül kapcsolatainak köszönhetően el is ért.
Az új laktanyát már 1898-ban birtokba vették a szegedi tűzoltók, felavatására csak 1899 pünkösdhétfőjén került sor. Ez az épület volt a mentőállomás is, mivel ebben az időben a tűzoltóság és a mentőszolgálat még nem különült el egymástól szervezetileg. A Kossuth sugárút felé néző épület volt a tűzoltók laktanyája. Egyszerre 12 tűzoltó teljesített szolgálatot az épületben. A Kossuth sugárútra néző oldalon kaptak helyet a gyorsan nyitható kapukkal ellátott garázsok, amelyekből szükség esetén gyorsan bevetésre indulhattak a tűzoltójárművek. A Kossuth utca és a Szilágyi utca sarkán álló saroképület a tűzoltólaktanya adminisztrációját végző hivatalnak, illetve a tűzoltófelszerelés karbantartását szolgáló műhelyeknek adott otthont. Ebben az épületben végezték a lovak patkolását is. A laktanya udvarán, az utcáról nem látható telekrészen volt az ún. gazdasági udvar. Az udvaron istállók és takarmánytároló épületek álltak. Itt voltak a tűzoltószolgálatot nem teljesítő kocsisok szolgálati lakásai és egy rendőrőrs is. Az udvaron állt az a gyakorlótorony is, amelyen a tűzoltók a bevetéseket gyakorolhatták.
1924-ben a Szilágyi utcai hosszú kerítés helyén felépítették az épületcsoport ötödik tagját. A stílusában a korábbiakhoz igazodó épületben további garázsokat, illetve a parancsnokhelyettes szolgálati lakását alakították ki. A város északi kivezető útja mellett 1989-ben elkészült az új tűzoltóbázis. A tűzoltóság által elhagyott épületet a mentőszolgálat kapta meg. Az utcára néző kijárattal megépített garázsokat ma is járművek tárolására használják, ám a bevetésre induló mentőautók már nem innen fordulnak ki az utcára.
Az épületek lábazatát a korszakot jellemző burkolótéglával borították. A felsőbb emeleteken a téglaborítás vakolattal váltakozik. A homlokzatot a félköríves, román stílust idéző ablakok mellett hegyes tetejű kisablakok tagolják.